# Urbania (miasto)
Urbania – miejscowość i gmina we Włoszech, w regionie Marche, w prowincji Pesaro i Urbino, położona nad rzeką Metauro.

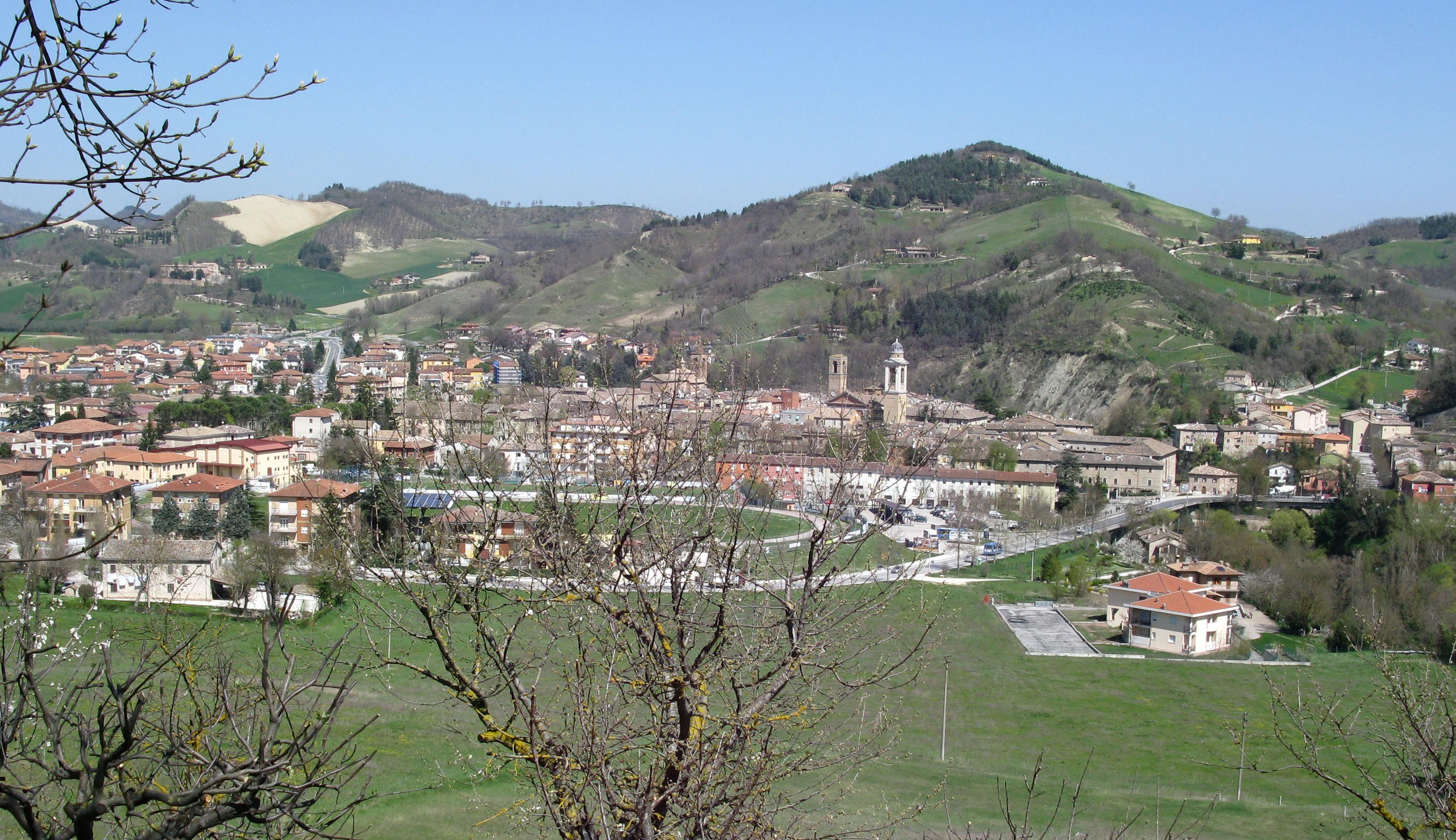
Urbania

Według danych na rok 2004 gminę zamieszkiwało 6639 osób, 86,2 os./km².